# Пигмалион (пьеса)
«Пигмалио́н» (англ. Pygmalion: A Romance in Five Acts) — одна из самых известных пьес Бернарда Шоу, написанная в 1912 году. Оригинальность, остроумие и демократический дух пьесы, отражавшей глубокие и острые социальные проблемы, обеспечили ей огромную популярность во многих странах. Произведение пользуется успехом и в наши дни.
По сюжету, лондонский профессор фонетики Генри Хиггинс заключил со своим приятелем, полковником Пикерингом, пари. По условиям пари, Хиггинс должен за шесть месяцев обучить уличную цветочницу Элизу Дулиттл произношению, принятому в высшем обществе, и на светском приёме суметь представить её как герцогиню. Задача непростая: девушка выросла в трущобах, говорит на грубом лондонском просторечии кокни и отнюдь не отличается высокой культурой поведения и речи.
Название пьесы заключает в себе ироническую аллюзию на античный миф о скульпторе Пигмалионе, создавшем настолько совершенную статую девушки, что сам всей душой полюбил своё творение, и богиня Афродита согласилась по его просьбе оживить изваяние.
Для экранизации 1938 года Шоу написал несколько крупных новых эпизодов, которые сейчас обычно включаются в английский текст пьесы (см. этот текст в Викитеке). Русский перевод этих существенных дополнений появился лишь в 2006 году (Владимир Бабков) и неоднократно переиздавался.
В 1956 году американский композитор Фредерик Лоу написал по мотивам пьесы мюзикл «Моя прекрасная леди», также имевший большой успех. Как фильм, так и мюзикл, в отличие от пьесы, заканчиваются счастливым любовным финалом.

## История написания и постановки

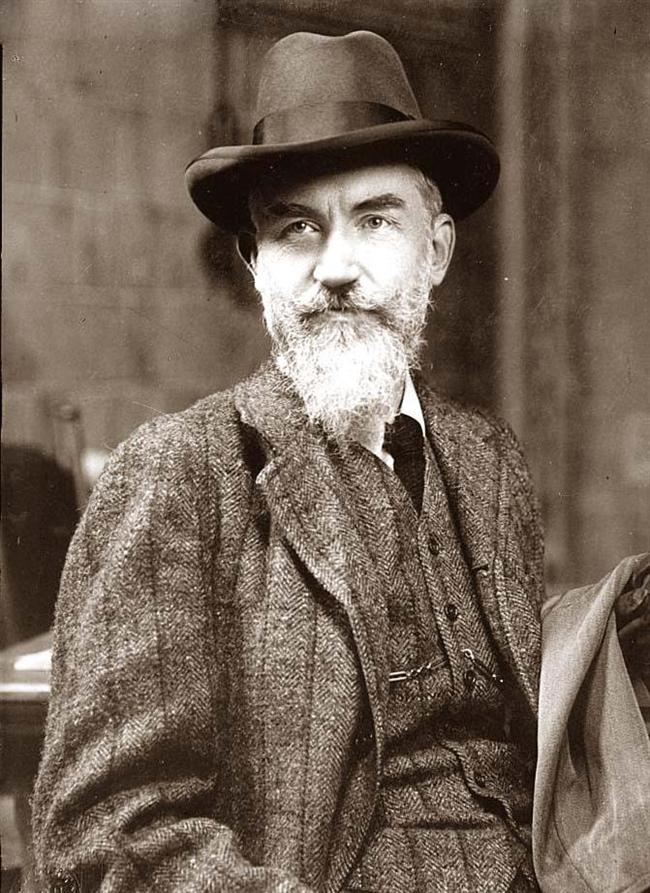
Бернард Шоу в 1909 году

К 1912 году 56-летний Бернард Шоу уже прославился яркими социально-философскими пьесами «Оружие и человек», «Ученик дьявола», «Цезарь и Клеопатра», «Человек и сверхчеловек». Замысел «Пигмалиона» начал складываться у драматурга, по его признанию, ещё в 1897 году.
В новой пьесе Шоу решил отразить своё многолетнее увлечение фонетикой. Произношение, по его мнению, разделяет социальные группы Англии сильнее, чем многие другие факторы, и эту несправедливость необходимо устранить. В то же время Шоу стремился показать, что никакой непроходимой пропасти между «низшими» и «высшими» классами не существует. Позднее литературоведы обнаружили в романе «Приключения Перигрина Пикля» классика шотландской литературы XVIII века Тобиаса Смоллетта историю, довольно близкую к «Пигмалиону», хотя в романе Смоллетта попытка преодолеть классовые барьеры заканчивается неудачей.
Прототипом профессора фонетики Хиггинса в некоторой степени послужил известный английский филолог Генри Суит. «Те, кто его знал, угадают у меня в III акте намёк на изобретённую им систему стенографии… Пигмалион-Хиггинс не есть портрет Суита, вся история с Элизой для Суита была бы невозможна. Но, как вы увидите, в Хиггинсе присутствуют черты Суита». По другой версии, прототипом Хиггинса был близкий друг драматурга, художник-академист Фредерик Лейтон, а прототипом Элизы Дулиттл стала Дороти Дин — актриса драматического театра и натурщица, позировавшая в юности Лейтону и другим художникам-викторианцам.
Шоу создал пьесу за 4 месяца (март — июнь 1912 года). Роль Элизы была написана для известной актрисы Стеллы Патрик Кэмпбелл, однако из-за театральных интриг английская премьера была надолго отложена. Эпизод написания «Пигмалиона» отражён в пьесе Джерома Килти «Милый лжец». Первая постановка «Пигмалиона» состоялась в венском Бургтеатре 16 октября 1913 года, её посетил эрцгерцог Франц Фердинанд. 24 марта 1914 года пьеса была представлена американской публике, а вскоре, 11 апреля 1914 года, — лондонской (Театр Её Величества). Хиггинса в Лондоне играл Герберт Бирбом Три. Шоу внимательно следил за репетициями и нередко вмешивался, если не был согласен с актёрской трактовкой роли. В том же 1914 году «Пигмалион» был поставлен в Санкт-Петербурге театром Сабурова.
Повсюду пьеса имела огромный успех, в Лондоне она выдержала 118 представлений. Однако сразу после премьеры в Лондоне возник громкий скандал. Сидней Гранди (Sydney Grundy) и ряд других театральных критиков выразили возмущение наличием в пьесе Шоу грубо-простонародных выражений, которые в поствикторианской Англии считались непристойными. Особое возмущение вызвала реплика Элизы в III акте: «Not bloody likely!» (в русских переводах неточно передано как «К чёртовой бабушке» или «К чертям собачьим»). По мнению Гранди, это «оскорбление общественного вкуса», а Ассоциация театральных антрепренёров потребовала убрать эту фразу, угрожая отзывом лицензии у театра. Общественность не поддержала критиков, пьеса шла под частые взрывы аплодисментов. В кинофильме эпатажная фраза также присутствует. В 1950-е годы понимание непристойности смягчилось, поэтому в мюзикле Лоу эта шокирующая фраза заменена другой (тоже «неприличной», но более соответствующей восприятию зрителей середины XX века).
Шоу не торопился публиковать текст пьесы, так что первым появился её немецкий перевод (перед венской постановкой, в начале 1913 года), а в ноябре 1914 года, уже после театрального триумфа, текст был напечатан сразу в двух журналах: «Everybody's Magazine» и «Nash's Magazine». Первая книжная публикация состоялась в 1916 году (издательство: Brentano’s), в 1941 году был опубликован текст, значительно дополненный Шоу по мотивам сценария фильма (см. ниже).

## Текстология
Написание имён персонажей в разных русских переводах немного отличается; Дулиттл или Дулитл, Хиггинс или Хигинс, Эйнсфорд или (в ранних переводах) Айнсфорд. Далее используется написание, принятое в переводе Евгении Калашниковой (1948 год).

### Действующие лица

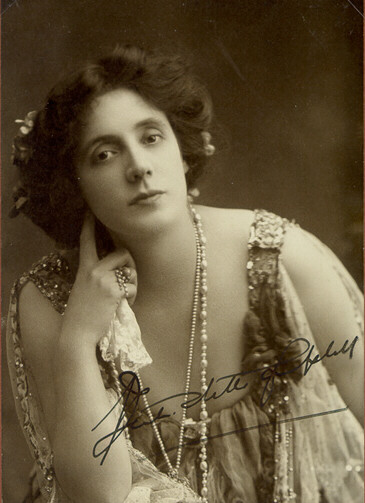
Стелла Патрик Кэмпбелл, первая в Англии исполнительница роли Элизы

- Элиза Дулиттл, цветочница. Шоу описывает её следующим образом. Её никак нельзя назвать привлекательной. Ей лет восемнадцать-двадцать, не больше. На ней чёрная соломенная шляпа, сильно пострадавшая на своём веку от лондонской пыли и копоти и едва ли знакомая со щёткой. Волосы её какого-то мышиного цвета, не встречающегося в природе: тут явно необходимы вода и мыло. Порыжелое чёрное пальто, узкое в талии, едва доходит до колен; из-под него видны коричневая юбка и холщовый фартук. Башмаки, видно, также знали лучшие дни. Без сомнения, она по-своему чистоплотна, однако рядом с дамами решительно кажется замарашкой. Черты лица у неё недурны, но состояние кожи оставляет желать лучшего; кроме того, заметно, что она нуждается в услугах дантиста[18].

В ходе пьесы Элиза преображается. Хиггинс обучает её великосветскому произношению, у Пикеринга, безупречного джентльмена, она заимствует светские манеры. Одновременно, и неожиданно для Хиггинса, она приобретает чувство собственного достоинства. «Роль эта стала излюбленной женской ролью в театре и прославила многих актрис».
- Генри Хиггинс, профессор фонетики. Зарабатывает на жизнь, обучая разбогатевших выскочек-нуворишей аристократическому произношению, благодаря чему они рассчитывают войти в светское общество. Характеристика автора: Крепкий, полнокровный, завидного здоровья мужчина лет сорока или около того; на нем чёрный сюртук, какие носят адвокаты и врачи, крахмальный воротничок и чёрный шёлковый галстук. Он принадлежит к энергическому типу людей науки, которые с живым и даже страстным интересом относятся ко всему, что может явиться предметом научного исследования, и вполне равнодушны к вещам, касающимся лично их или окружающих, в том числе к чужим чувствам. В сущности, несмотря на свой возраст и комплекцию, он очень похож на неугомонного ребёнка, шумно и стремительно реагирующего на всё, что привлекает его внимание, и, как ребёнок, нуждается в постоянном присмотре, чтобы нечаянно не натворить беды. Добродушная ворчливость, свойственная ему, когда он в хорошем настроении, сменяется бурными вспышками гнева, как только что-нибудь не по нём; но он настолько искренен и так далёк от злобных побуждений, что вызывает симпатию даже тогда, когда явно не прав.
- Пикеринг, полковник, «приятный тип старого армейца». Образцовый джентльмен. Элиза в конце пьесы признаётся полковнику, что именно его учтивость сыграла решающую роль в её преображении[19]:

Знаете, когда по-настоящему началось моё воспитание?.. В тот день, когда я впервые пришла на Уимпол-стрит и вы назвали меня мисс Дулиттл. С этой минуты я начала уважать себя… Вы разговаривали со мной стоя, снимали передо мной шляпу, пропускали меня в дверях… Разница между леди и цветочницей заключается не только в умении одеваться и правильно говорить — этому можно научить, и даже не в манере вести себя, а в том, как себя ведут с ними окружающие.

- Миссис Хиггинс, мать профессора.
- Миссис Пирс, экономка Хиггинса.
- Альфред Дулиттл, отец Элизы. Пожилой, но ещё очень крепкий мужчина в рабочей одежде мусорщика и в шляпе, поля которой спереди срезаны, а сзади накрывают шею и плечи. Черты лица энергичные и характерные: чувствуется человек, которому одинаково незнакомы страх и совесть. У него чрезвычайно выразительный голос — следствие привычки давать полную волю чувствам[20]. Линию Альфреда Дулиттла, бросающего вызов общественной морали, Шоу в одном из интервью назвал самой серьёзной в пьесе, а самого Дулиттла он сравнил с Дон Жуаном[21]. В послесловии к пьесе Шоу сообщил, что, разбогатев, Дулиттл «стал необычайно популярен в фешенебельном обществе благодаря своему демагогическому таланту»[22].
- Миссис Эйнсфорд Хилл, гостья миссис Хиггинс.
- Клара, её дочь.
- Фредди, сын миссис Эйнсфорд Хилл, влюблённый в Элизу.

### Сюжет

#### Первый акт
Летний ливень собрал под портиком ковент-гарденской церкви св. Павла пёструю компанию, в том числе нищую уличную цветочницу, армейского полковника и человека с записной книжкой. Последний развлекает себя и окружающих, безошибочно угадывая, откуда кто родом и где ещё побывал. Полковник, заинтересовавшись, выясняет, что перед ним знаменитый специалист по фонетике, профессор Генри Хиггинс — по особенностям произношения он способен определить происхождение любого англичанина.
Оказывается, полковник и сам известный лингвист-любитель по фамилии Пикеринг, автор книги «Разговорный санскрит», и он приехал в Лондон специально, чтобы познакомиться с профессором. Хиггинс очень высокого мнения о книге Пикеринга, и новые друзья собираются идти ужинать к полковнику в отель, когда цветочница просит купить у неё что-нибудь. Довольный Хиггинс не глядя бросает ей в корзину горсть монет и уходит с полковником. Девушка потрясена — таких огромных, по её понятиям, денег у неё никогда не было.

#### Второй акт
Квартира Хиггинса на Уимпол-стрит, утро следующего дня. Хиггинс демонстрирует полковнику Пикерингу свою звукозаписывающую аппаратуру (фонограф). Миссис Пирс, экономка Хиггинса, сообщает, что к профессору пришла какая-то девушка. Появляется вчерашняя цветочница, представляется Элизой Дулиттл и просит научить её правильному выговору, чтобы устроиться в цветочный магазин.
Хиггинс относится к ситуации как к нелепому, хотя и забавному казусу, но Пикеринг искренне тронут и предлагает Хиггинсу пари. Пусть Хиггинс докажет, что он действительно величайший специалист (как он перед этим хвастал) и за шесть месяцев сможет превратить уличную цветочницу в леди, а на приёме в посольстве успешно выдаст её за герцогиню. Пикеринг готов также, если Хиггинс выиграет пари, оплатить стоимость обучения Элизы. Хиггинс не в силах устоять перед вызовом и соглашается. Элиза в сопровождении миссис Пирс уходит в ванную комнату.
Через некоторое время к Хиггинсу приходит отец Элизы, мусорщик, любитель выпить и совершенно аморальный тип. Он требует пять фунтов за невмешательство, в остальном судьба Элизы его не волнует. Дулиттл поражает профессора своим прирождённым красноречием и убедительным обоснованием своей бессовестности, за что получает свои отступные. Когда появляется чистенькая Элиза в изящном голубом кимоно, расшитом цветами жасмина, её никто не узнаёт.

#### Третий акт

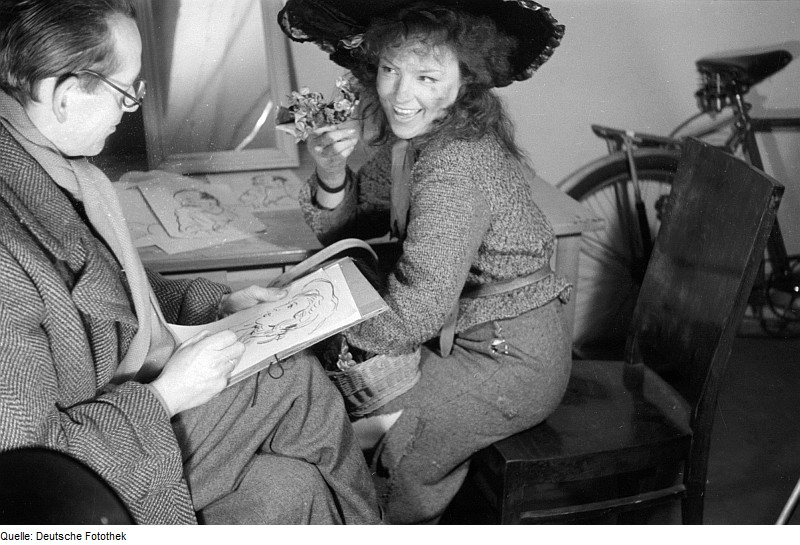
Берлинский театр Rheingau-Theater. Элиза — Ингеборг фон Куссеров

Прошло несколько месяцев. Элиза оказалась прилежной и способной ученицей, её произношение стало почти идеальным. Хиггинс хочет узнать, можно ли уже вводить девушку в светское общество. В качестве первого испытания он привёл Элизу в дом к своей матери в её приёмный день. Ей строго-настрого предписано касаться только двух тем: погода и здоровье.
Одновременно там же появляется семья подруги миссис Хиггинс — миссис Эйнсфорд Хилл с дочерью и с сыном Фредди. Элиза сначала ведёт себя безупречно и разговаривает заученными фразами, но затем воодушевляется и переходит на рассказы из своего жизненного опыта, используя при этом вульгарно-простонародные выражения. Хиггинс, спасая положение, сообщает, что это новый светский жаргон.
После ухода Элизы и других гостей Хиггинс и Пикеринг наперебой увлечённо рассказывают миссис Хиггинс о том, как они занимаются с Элизой, вывозят в оперу, на выставки, какие забавные замечания она делает после посещения выставок. У Элизы, оказывается, обнаружился феноменальный музыкальный слух. Миссис Хиггинс с негодованием замечает, что они обращаются с девушкой, как с живой куклой.
В качестве результата первого выхода Элизы «в свет» миссис Хиггинс сообщает профессору: «Она шедевр твоего искусства и искусства своей портнихи. Но если ты действительно не замечаешь, что она выдаёт себя каждой своей фразой, значит, ты просто с ума сошёл». Друзья-лингвисты покидают дом несколько разочарованные. Обучение Элизы продолжается с учётом допущенных ошибок. Влюблённый Фредди засыпает Элизу письмами на десяти страницах.

#### Четвёртый акт
Прошло ещё несколько месяцев, и настал момент решающего эксперимента. Элиза в роскошном платье и — на этот раз — с безупречными манерами появляется на приёме в посольстве, где имеет головокружительный успех. Все присутствующие аристократы без тени сомнения принимают её за герцогиню. Хиггинс выиграл пари.
Придя домой, Пикеринг поздравляет Хиггинса с его успехом, никому из них не приходит в голову поблагодарить Элизу, которая приложила столько стараний со своей стороны. Элиза раздражена и обеспокоена. Старую жизнь она вести уже не может и не хочет, а для новой у неё нет средств. Контраст между феерическим успехом на приёме и пренебрежением дома слишком велик.
Когда Хиггинс уходит и вскоре возвращается в поисках домашних туфель, Элиза взрывается и запускает туфлями в Хиггинса. Она пытается объяснить трагизм своего положения: «На что я годна? К чему вы меня подготовили? Куда я пойду? Что будет дальше? Что со мной станет?» Но Хиггинс не способен понять чужую душу.
Ночью Элиза покидает дом Хиггинса.

#### Пятый акт
Дом миссис Хиггинс. Приезжают Хиггинс и Пикеринг, жалуются на исчезновение Элизы. Хиггинс признаётся, что чувствует себя без Элизы как без рук. Он не знает ни где лежат его вещи, ни какие у него назначены дела на этот день.
Слуга докладывает о приходе отца Элизы. Дулиттл очень изменился, теперь он выглядит как зажиточный буржуа. Он в негодовании набрасывается на Хиггинса, обвиняя профессора в том, что по его милости оказался вынужден изменить привычный образ жизни и стать из-за этого гораздо менее свободным, чем прежде. Оказывается, несколько месяцев назад Хиггинс написал в Америку одному миллионеру-филантропу, основателю «Лиги моральных реформ», что самый оригинальный моралист во всей Англии — это Альфред Дулиттл, простой мусорщик. Миллионер недавно умер, а по завещанию оставил Дулиттлу три тысячи фунтов годового дохода при условии, что тот будет читать лекции в его Лиге. Теперь бывший мусорщик — обеспеченный буржуа и вынужден, вопреки своим убеждениям, соблюдать каноны традиционной морали. Сегодня, например, он официально женится на своей многолетней сожительнице.
Миссис Хиггинс выражает облегчение, что отец теперь может позаботиться о своей дочери и что будущее Элизы не вызывает опасений. Она признаётся, что Элиза здесь, в верхней комнате. Хиггинс, однако, и слышать не желает о том, чтобы «вернуть» Дулиттлу Элизу.
Появляется Элиза. Все оставляют её наедине с Хиггинсом, и между ними происходит решительное объяснение. Хиггинс ни в чём не раскаивается, требует, чтобы Элиза вернулась, и отстаивает своё право на бесцеремонное поведение. Элизу это не устраивает: «Мне хочется ласкового слова, внимания. Я знаю, я простая, тёмная девушка, а вы джентльмен и учёный; но всё-таки я ведь человек, а не пустое место». Элиза сообщает, что нашла способ обрести независимость от Хиггинса: она отправится к его коллеге — профессору Непину и, став у того ассистенткой, раскроет ему методику обучения, разработанную Хиггинсом.
Миссис Хиггинс и гости возвращаются. Хиггинс демонстративно весело поручает Элизе по дороге домой купить сыр, перчатки и галстук. Элиза презрительно отвечает «Купите сами» и отправляется на свадьбу отца. Пьеса заканчивается открытым финалом.

### Дополнения, сделанные Шоу для фильма 1938 года

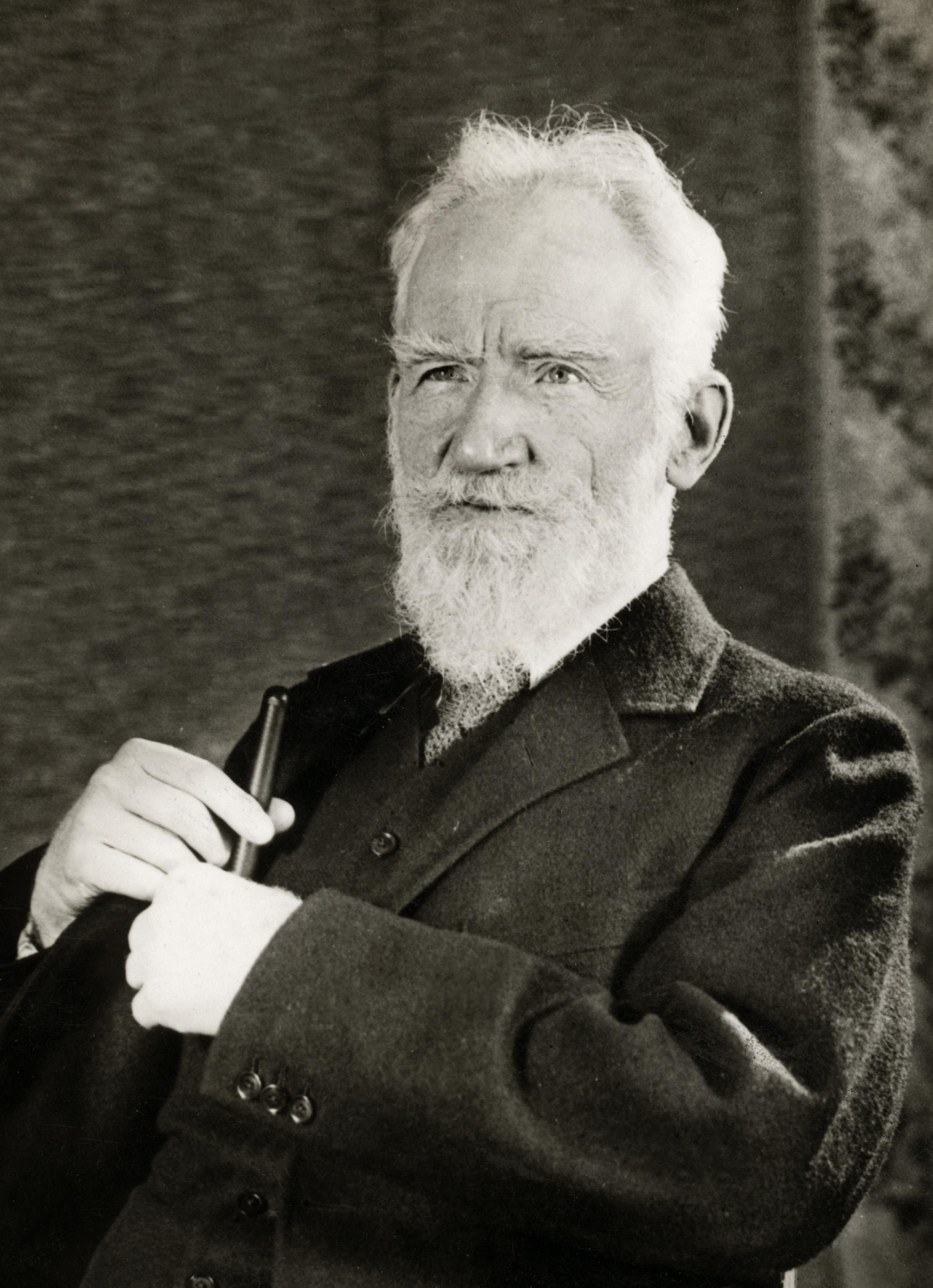
Бернард Шоу в 1936 году

«Работа над экранизацией „Пигмалиона“ означала не просто расширение рамок комедии, но и развитие её сюжетных линий и обогащение новыми сценами». Шоу редко бывал доволен экранизациями своих пьес, но продюсера Габриэля Паскаля он лично поздравил с заслуженным успехом.

#### Первый акт
Расставшись в конце акта с Хиггинсом, «сказочно разбогатевшая» Элиза осуществляет свою давнюю мечту — приезжает домой на такси. Водитель, откровенно забавляясь её попытками выдать себя за завсегдатая таких поездок, отказывается от платы и со смехом уезжает. Подробно описана каморка Элизы — выбитый фрагмент окна заклеен бумагой, на стенах вырезки из газет, изображающие популярных актёров и леди в пышных нарядах, у окна пустая птичья клетка, напротив — кровать, на которую свалено «всё, что может сохранить тепло».

#### Второй акт
После заключения пари Элиза в сопровождении миссис Пирс входит в ванную, которую вначале принимает за прачечную. Узнав, что ей предстоит вымыться самой, категорически отказывается — «от этого можно простудиться до смерти!.. Вы не знаете, что такое холод для меня, как я боюсь его». Миссис Пирс её успокаивает: Хиггинс принимает ванну каждое утро, к тому же воду можно сделать горячей. Элиза рыдает: если бы она знала, что её ждёт, никогда бы не пришла. Миссис Пирс вручает ей халат, тапочки, велит переодеться, регулирует температуру воды, щедро досыпает в ванну мыльный раствор и вооружается устрашающего вида щёткой. Выходит дрожащая от ужаса Элиза в халате, на вопрос, достаточно ли вода горячая, отвечает: «О-о! Слишком горячо!» Со словами «Это вам не повредит» миссис Пирс сдёргивает с Элизы халат, толкает в ванну и начинает энергично орудовать щёткой. Душераздирающие вопли Элизы слышны по всему дому.
Ещё одно добавление показывает первый урок Элизы. Хорошо пообедавшая, в новом платье, она сидит с напряжённым видом пациента на первом визите к врачу. Её нервирует также Хиггинс, который расхаживает по комнате, поскольку неспособен сидеть на одном месте, но несколько успокаивает присутствие Пикеринга. К удивлению профессора, Элиза довольно быстро понимает, чего от неё хотят, и старательно воспроизводит правильное звучание слов, не искажённое диалектом. Хиггинс восторженно обещает: «Пикеринг, из неё выйдет герцогиня!» Однако правильное произношение звука T Элизе никак не даётся, в конце урока Хиггинс даёт плачущей ученице для утешения конфету и выпроваживает её.

#### Третий акт
Эта яркая и весёлая сцена в конце акта — самое крупное из добавлений Шоу к первоначальному варианту пьесы. Оно посвящено главному событию всей интриги, то есть визиту Элизы, выдаваемой за герцогиню, на приём в посольство.
У здания посольства останавливается роллс-ройс, оттуда выходят Пикеринг в штатском, но с многочисленными орденами и медалями, затем Элиза с веером и в вечернем платье, также богато украшенная бриллиантами и цветами. За ними выходит Хиггинс. Элиза, как и большинство приехавших дам, надолго пропадает в дамской комнате, а к Хиггинсу радостно подбегает экспансивный молодой человек, длинноволосый, с устрашающего вида усами и бакенбардами. Он оказывается венгром по фамилии Непоммук (Nepommuck), по прозвищу «Волосатый шпик» (Hairy faced dick), когда-то учившимся у Хиггинса фонетике. На приём он приглашён как профессиональный переводчик, знающий в совершенстве 32 языка, Непоммук хвастает, что легко разоблачает любую попытку скрыть своё происхождение, — например, вон тот «греческий дипломат» на самом деле сын английского часовщика. Полковник встревожен: эксперт по диалектам Непоммук может вскрыть истинную природу лжегерцогини.
Пикеринг представляет Элизу хозяйке приёма и выводит её в зал, где она немедленно становится центром внимания. Молодые люди встают на кресла, чтобы разглядеть незнакомую красавицу. Некоторые пытаются выведать что-либо у Пикеринга и Хиггинса, но те уклоняются от ответа. Неожиданно появляется Непоммук и заявляет: «Я всё выяснил! Она — подделка». На недоверчивое молчание собравшихся Непоммук торжественно провозглашает: таинственная гостья не может носить английскую фамилию Дулиттл, потому что слишком хорошо говорит по-английски — следовательно, она иностранка! Только хорошо обученные иностранцы обнаруживают столь совершенное владение английским языком. Более того, Непоммук уверен, что она венгерка королевской крови, потому что он тоже королевской крови и разбирается в таких делах.
Хиггинс задаёт провокационный вопрос: «А вы не пробовали заговорить с ней по-венгерски?» Ответ Непоммука: «Она очень умна! Она сказала мне: „Пожалуйста, говорите по-английски, я не знаю французского“. Спутать венгерский с французским! Это исключено, она знает оба».
Большинство присутствующих соглашаются с Непоммуком: Элиза — принцесса. Пари выиграно. Подходит усталая от впечатлений Элиза, и все трое направляются домой.

#### Четвёртый акт
В конце акта, после ссоры с Хиггинсом, Элиза в своей комнате собирает вещи, переодевается в дорожный костюм, показывает сама себе язык в зеркале и с решительным видом выходит из дома незамеченной. За дверью она натыкается на влюблённого Фредди, который уже много ночей мечтает у её окна.
Элиза признаётся, что больше всего ей хочется утопиться, и падает в объятия счастливого Фредди. Подъезжает такси, и парочка решает отправиться за советом к миссис Хиггинс.

#### Пятый акт
Шоу немного перестроил заключительные абзацы. Хиггинс, пытаясь восстановить прежние отношения с Элизой, поручает ей купить ветчину, сыр Стилтон, перчатки 8-го размера и галстук для нового костюма. Элиза отвечает: «8-й размер вам будет мал, у вас уже имеются три новых галстука, которые вы забыли в ящике умывальника, Пикеринг предпочитает сыр Глостер, а не Стилтон, а вы вообще не ощущаете разницы. Про ветчину я позвоню миссис Пирс. Что вы без меня будете делать, не представляю».

### Мнение Шоу о дальнейшей судьбе героев
Биограф Эмрис Хьюз пишет:

«Пигмалион» был весёлой, блестящей комедией, последний акт которой содержал элемент истинной драмы: маленькая цветочница хорошо справилась со своей ролью знатной дамы и больше уже не нужна — ей остаётся вернуться на улицу или выйти замуж за одного из трёх героев. А вот за кого? Шоу, дразня зрителей, оставляет эту альтернативу без ответа. 

В конце первоначального текста пьесы Элиза и Хиггинс навсегда расстаются. В дополненном варианте 1938 года Хиггинс выражает уверенность, что она вернётся. В послесловии к пьесе Шоу охарактеризовал традиционные финальные бракосочетания героя и героини как «шаблоны и заготовки из лавки старьёвщика» и дал свою версию судьбы Элизы: она предпочла выйти замуж за влюблённого в неё Фредди. Благодаря щедрости полковника Пикеринга новобрачные смогли осуществить давнюю мечту Элизы — открыли собственный цветочный магазин.
Шоу, как сказано выше, считал своей целью скорее дразнить зрителей, чем утешать их, и неизменно противился частым попыткам театральных и кинорежиссёров устроить Элизе и Хиггинсу благополучный любовный финал. В послесловии автор объяснил, что слова Элизы в пятом акте, обращённые к Хиггинсу: «Я даже за вас не пошла бы замуж, если б вы меня попросили» — это продуманное решение, вытекающее как из женской интуиции, так и из доводов разума. Хиггинс слишком независим, неуправляем, деспотичен и не способен стать хорошим мужем, в то время как Фредди — полная противоположность.
Версия Шоу предполагает, что Элиза руководствуется разумом, а не чувствами. Многие критики, в их числе А.-С. Уорд (A. C. Ward) и Колин Уилсон, упрекали Шоу за «неудачный финал», представляющий собой отступление от художественной логики в пользу рационального скептицизма, победу прозаической «правды жизни» над «правдой искусства». Создатели фильма 1938 года и мюзикла «Моя прекрасная леди» тоже не согласились с Шоу и изменили финал — они рассматривали пьесу как современную версию сказки о Золушке, которой романтическая концовка подходит лучше.

### Русские переводы
Первые русские переводы пьесы выполнили в начале 1910-х годов И. Р-ской, С. Разсохин, Б. Лебедев, в 1914 году ещё один перевод опубликовали М. Потапенко и 3. Львовский. В 1915 году пьесу переводили Г. Бакланов и Л. Рахат, в 1938 году появился перевод Г. Рыклина.
В современной России распространены несколько версий перевода пьесы.
- 1948 год: Евгения Калашникова (Бернард Шоу. Избранные произведения в двух томах).
- 1980 год: Полина Мелкова (Бернард Шоу. Полное собрание пьес в шести томах).
- 1995 год: Е. Дерябина, Н. Яковлева[41].
- 2006 год: Владимир Бабков[42].

Отметим, что авторский подзаголовок названия пьесы (Romance) означает не «роман» (англ. novel) и не «романтическая история», а «выдумка, небылица». Полина Мелкова перевела это слово как «роман-фантазия». Шоу объяснил, что использовал слово Romance, потому что пьеса «представляет собой историю о бедной девушке, которая повстречалась у врат церкви с джентльменом и, подобно Золушке, была превращена им в прекрасную леди».

## Идейно-художественные мотивы

Бернард Шоу делает заметки во время генеральной репетиции «Пигмалиона». Апрель 1914

Сам Шоу цель своей пьесы определил следующим образом: «„Пигмалион“ — это насмешка над поклонниками „голубой крови“… каждая моя пьеса была камнем, который я бросал в окна викторианского благополучия». Шоу открыто признал, что его пьеса «интенсивно и нарочито дидактична». Позиция Шоу как убеждённого социалиста включала в себя требования освобождения общества от господствующей лжи и несправедливости, содействие духовному развитию и жизненному благополучию всех социальных групп. Главная идея пьесы: высшие классы отличаются от низших только одеждой, произношением, манерами, образованием — и эти социальные пропасти могут и должны быть преодолены. Талант Хиггинса и благородство Пикеринга действительно делают из цветочницы герцогиню, и это можно понимать как символ будущего общественного прогресса и раскрепощения, к которому призывали Шоу и его единомышленники.
Для утверждения в обществе справедливости, утверждает драматург, главное — победить нищету и невежество. Избавление Элизы от этих бед укрепляют лучшие качества личности, присущие ей и прежде, — порядочность, чувство собственного достоинства, душевную чуткость, энергию. На менее сильные характеры, вроде Дулиттла-отца, бедность действует разрушающе. Хиггинс, который в ходе «эксперимента» способствовал духовному освобождению Элизы, делал это непреднамеренно, он не в силах стать выше чисто эгоистических соображений. Душевная чёрствость Хиггинса, неспособного на понимание и уважение к Элизе, олицетворяет бездушие английского общества, и в этом трагизм финальной ситуации пьесы.

## Критика
Практически все критики пьесы чрезвычайно высоко оценивают мастерство Шоу как драматурга. Биограф Хескет Пирсон рассматривает «Пигмалион» как поэму о рождении духовной личности:

Перед нами поучительная история морального превосходства простой души над бездушным и недальновидным интеллектом, народной чистоты над интеллигентским варварством. Перед нами, если смотреть с философской точки зрения, восстание живой материи против чужеродной ей, игнорирующей её идеи…
«Пигмалион» — очередная пьеса Шоу о преодолении книжной премудрости, о чуде рождения человеческой личности — рождения, всегда связанного для Шоу с отрицанием общепринятых понятий и идеалов. Но тот же Шоу заставляет публику с восторгом следить, как каждый новый осмысленный звук, каждое выученное, освоенное слово отделяют на наших глазах человека от животного и как каждый пропущенный или искажённый звук, каждая ошибка размером в один суффикс возвращает этот процесс вспять, обращая в ничто все накопления культуры и цивилизации. Спору нет, «Пигмалион» — пьеса о слабости «чистого» интеллекта перед вскормившей его материей, но это пьеса и о силе слова, дарующей человеку ясное сознание — лучшее, по Шоу, средство ориентации и в самой запутанной житейской ситуации, и в самых сложных проблемах духа. 

Ф. Деннингхаус придавал наибольшее значение не индивидуальной, а социальной философии пьесы, которые сформулировал так: «Если человеческое существо обусловлено средой и если объективное существо и объективные условия взаимно соответствуют друг другу, тогда превращение существа возможно лишь при замене среды или её изменении».
Советский критик Пётр Балашов писал, что Шоу «тонко и остроумно раскрывает диалектику перехода от обыкновенного, повседневного к необыкновенному и бурному проявлению человеческой сущности Элизы Дулиттл… Мудрость и проницательность Шоу-художника состоит в том, что он открывает в „уличной девчонке“ именно те черты, которые делают возможным по видимости неожиданное, но вполне правдоподобное её превращение». Другой советский критик, Анна Ромм, отметила «демократический пафос пьесы», уверенность Шоу в наличии у простого народа до поры нереализованной творческой энергии и духовного богатства. По мнению критика, название пьесы глубоко метафорично: «Человек, „выпавший“ из узаконенного социального порядка, оказался просто человеком и, ожив, заблистал всеми живыми красками своей долго скрываемой человечности… Народ в его [Шоу] представлении — необработанный, но ценный материал, драгоценный мрамор, в котором заложены возможности превращения в великолепное „произведение искусства“».

## Некоторые постановки в СССР и в России
Первыми в России (1914 год) «Пигмалион» показал в Петербурге (в Пассаже) театр Сабурова, с участием Елены Грановской и Степана Надеждина. В следующем году популярную пьесу поставили Михайловский театр (апрель 1915 года) и Александринский театр (сентябрь того же года), режиссёром в обоих случаях был Всеволод Мейерхольд, в Александринском театре играли Екатерина Рощина-Инсарова и Борис Горин-Горяйнов. В Москве пьеса пошла начиная с 1914 года в Московском драматическом театре Е. М. Суходольской, где роль Хиггинса играл Николай Радин.
В 1925 году пьесу на долгие годы включил в репертуар Малый театр. В дальнейшем «Пигмалион» ставился во многих российских городах и театрах, среди исполнителей главных ролей были Дарья Зеркалова, Валентин Гафт, Алиса Фрейндлих, Елена Яковлева, Алёна Бабенко.
- 1943 — Малый театр (Москва). В главных ролях: Дарья Зеркалова, Константин Зубов. За постановку и исполнение роли доктора Хиггинса в спектакле Константин Зубов награждён Сталинской премией второй степени (1946).
- 1948 — «Пигмалион» (радиоспектакль) (Москва). В главных ролях: Дарья Зеркалова.
- 1994 — «Современник» (Москва). Постановка Галины Волчек. В главных ролях: Сергей Маковецкий (ранее Валентин Гафт), Алёна Бабенко (ранее Елена Яковлева).
- 2002 — Московский Художественный театр имени А. П. Чехова.
- 2007 — Международный Театральный Центр «Русич». Постановка П. Сафонова[51].
- 2013 — «Лондон Шоу», Москва, театр «Сатирикон» имени Аркадия Райкина.
- 2020 — Москва, Театр Комедии.

## Экранизации
| Год  | Страна         | Название                  | Режиссёр                     | Элиза Дулиттл           | Генри Хиггинс           | Комментарий |
| ---- | -------------- | ------------------------- | ---------------------------- | ----------------------- | ----------------------- | --- |
| 1935 | Германия       | Пигмалион                 | Эрих Энгель                  | Йенни Юго               | Густаф Грюндгенс        | |
| 1937 | Нидерланды     | Пигмалион                 | Людвиг Бергер                | Лили Боувмеестер (нид.) | Йохан де Меестер (нид.) | |
| 1938 | Великобритания | Пигмалион                 | Лесли Говард и Энтони Асквит | Уэнди Хиллер            | Говард Лесли            | Фильм номинировался на премию «Оскар» в категориях: Лучший фильм, Лучший актёр (Лесли Говард), Лучшая актриса (Уэнди Хиллер). Приз получил в номинации Лучший адаптированный сценарий (Иэн Дэлримпл, Сесил Льюис, У. П. Липскомб, Бернард Шоу). Премия Венецианского кинофестиваля за лучшую мужскую роль (Лесли Говард) |
| 1957 | СССР           | Пигмалион                 | Сергей Алексеев              | Констанция Роек         | Михаил Царёв            | Фильм-спектакль в исполнении актёров Малого театра |
| 1963 | США            | Pygmalion                 | Джордж Шефер                 | Джули Харрис            | Дональд Джеймс          | в рамках программы Зал славы Hallmark |
| 1964 | США            | Моя прекрасная леди       | Джордж Кьюкор                | Одри Хепбёрн            | Рекс Харрисон           | Комедия на основе пьесы Бернарда Шоу «Пигмалион» и одноимённого мюзикла Фредерика Лоу |
| 1968 | СССР           | Элиза Дулиттл             | Виктор Окунцов               | Людмила Вагнер          | Леонард Борисевич       | Телевизионный спектакль Ленинградского телевидения на основе пьесы Бернарда Шоу «Пигмалион» и мюзикла Фредерика Лоу |
| 1973 | Великобритания | Pygmalion                 | Седрик Мессина               | Линн Редгрейв           | Джеймс Вилльерс         | в рамках Play of the Month на BBC |
| 1975 | СССР           | Бенефис Ларисы Голубкиной | Евгений Гинзбург             | Лариса Голубкина        | Александр Ширвиндт      | Телевизионный спектакль-бенефис Ларисы Голубкиной создан по мотивам пьесы «Пигмалион» |
| 1977 | СССР           | Галатея                   | Александр Белинский          | Екатерина Максимова     | Марис Лиепа             | Фильм-балет балетмейстера Дмитрия Брянцева на музыку Тимура Когана |
| 1983 | США            | Пигмалион                 | Алан Кук                     | Марго Киддер            | Питер О’Тул             | ТВ |

### Адаптированные экранизации
| Год         | Страна | Название                | Режиссёр         | «Элиза Дулиттл»                          | «Генри Хиггинс»                                               | Комментарий                                                        |
| ----------- | ------ | ----------------------- | ---------------- | ---------------------------------------- | ------------------------------------------------------------- | ------------------------------------------------------------------ |
| 1976        | США    | Открытие Мисти Бетховен | Рэдли Метцгер    | Долорес «Мисти» Бетховен — Констанс Мани | д-р Сеймур Лав — Джеми Гиллис                                 | порнографический фильм                                             |
| 1976        | Индия  | Santu Rangili           | Manhar Raskapur  |                                          |                                                               | на языке гуджарати                                                 |
| 1980        | Индия  | Man Pasand (Favorite)   | Басу Чаттерджи   | Камли — Тина Муним                       | Пратап — Дев Ананд                                            | на языке хинди                                                     |
| 1981        | Индия  | Ogo Bodhu Shundori      | Салил Датта      | Савитри — Моушуми Чатарджи               | профессор Гаган Сен — Уттам Кумар                             | на бенгальском языке                                               |
| 1999        | США    | Это всё она             | Роберт Искоув    | Лейни Боггс — Рэйчел Ли Кук              | Зак Сайлер — Фредди Принц-младший                             | молодёжная комедия                                                 |
| 2010 — 2011 | Турция | Похитительница сердец   | Джевдет Мерджан  | Хасрет — Туба Буйукустун                 | Мурат Эртел — Джансел Элчин                                   | на турецком языке                                                  |
| 2010        | Россия | Цветы от Лизы           | Селиванов Андрей | Лиза — Глафира Тарханова                 | профессор Сергей Михайлович Ливитин — Александр Лазарев (мл.) | Современная российская вариация по мотивам пьесы                   |
| 2013        | США    | The Makeover            | Джон Грей        | Эллиот Дулиттл — Дэвид Уолтон            | Ханна Хиггинс — Джулия Стайлз                                 | в рамках программы Зал славы Hallmark. Пол главных героев изменён. |
| 2014        | США    | Селфи                   | Эмили Капнек     | Элиза Дули — Карен Гиллан                | Генри Хиггс — Джон Чо                                         | современное переосмысление фильма 1964 года «Моя прекрасная леди». |

## Музыкальные адаптации
В 1921 году Франц Легар обдумывал возможность написать оперетту на сюжет «Пигмалиона». Шоу, извещённый об этом проекте, категорически запретил такую переделку, написав своему представителю в Вене: «У меня нет никакого желания повторять историю „Шоколадного солдатика“». Шоу имел в виду оперетту «Шоколадный солдатик», написанную Оскаром Штраусом в 1908 году по мотивам комедии Шоу «Оружие и человек»; оперетта имела успех, но Шоу был ею крайне недоволен и никогда больше не разрешал переделки своих пьес.
Когда (уже после смерти Шоу) вторую попытку музыкальной адаптации сделал американский композитор Фредерик Лоу, он согласовал авторские права не на пьесу (запрет Шоу ещё действовал), а на сценарий фильма 1938 года, владельцем прав на который была киностудия. Так в 1956 году появился популярный мюзикл «Моя прекрасная леди». В некоторой степени музыкальной адаптацией «Пигмалиона» можно считать и советский фильм-балет «Галатея», где также использована музыка Лоу.

## Культурное влияние
Джозеф Вейценбаум назвал «Элиза» (ELIZA) свою компьютерную программу «виртуального собеседника», имитирующую интеллектуальный диалог (1966 год).
Британская певица Элайза Софи Керд выступает под псевдонимом «Элиза Дулиттл», так же называется её дебютный альбом.